# Chaire de zoologie de l'université de Cambridge
La chaire de zoologie de l'université de Cambridge a été fondé en 1866 sous le titre de chaire de zoologie et d'anatomie comparée avant d'être renommé en  1934.

## Liste des titulaires
- 1866 : Alfred Newton (1829-1907)
- 1907 : Adam Sedgwick (1785-1873)
- 1909 : John Stanley Gardiner (1872-1946)
- 1937 : James Gray
- 1959 : Carl Pantin (1899-1967)
- 1966-1975 : Torkel Weis-Fogh (1922-1975)
- 1978 : Gabriel Horn (1927-2012)
- 1996 : Malcolm Burrows